# ميتاليكا
ميتاليكا (بالإنجليزية: Metallica)‏ هي فرقة هيفي ميتال أمريكية أسسها لارس ألريك وجيمس هيتفيلد سنة 1981 في لوس أنجليس، كاليفورنيا. يتكون الفريق أساسا من ألريك وهتفيلد وعازف القيتار ديف موستين[بحاجة لمصدر] المؤسس لاحقا لفرقة (بالإنجليزية: Megadeth)‏، ثم انضم لاحقا مع بداية تسجيل أول البوم كيرك هاميتت، بينما توالى عليه عدة عازفي غيتار بايس منهم كليف بورتن الذي توفي في حادث سير مأساوي وجايسن نيوستد الذي خرج لاحقا من الفرقة. يشغل هذا المنصب حاليا روبرت تروهيّو.
كانت إصدارات ميتاليكا في بداياتها تعتمد على النسق السريع، العزف المنفرد، فاعتُبِرت إحدى «الأربعة الكبار» لموسيقى الثراش ميتال إلى جانب فِرَق سلاير، ميغاديث وآنثراكس. وكسبت الفرقة قاعدة معجبين متنامية واستحسانا من النقاد مع إصدار ألبوم Master Of Puppets سنة 1986 الذي وصف بكونه أحد أفضل ألبومات موسيقى الثراش ميتال. ثم أحرزت نجاحا تجاريا كبيرا مع إصدار ألبوم Metallica (يطلق عليه أيضا The Black Album) الذي تصدّر تصنيف Billboard 200 للمبيعات منذ الأسبوع الأول لإطلاقه. مع هذا الألبوم، وسّعت الفرقة اتجاهها الموسيقي مما جعلها تصل إلى أعداد أكبر من الجماهير.
أصدرت ميتاليكا تسعة ألبومات، ألبومين مباشرين، أربعا وعشرين أغنية مصورة وخمسا وأربعين أغنية منفردة. وافتتحت تصنيف Billboard 200 بتصدر الترتيب بخمسة ألبومات على التوالي، وهو شيء لم تحققه أي فرقة أخرى. كما أحرزت الفرقة تسع جوائز غرامي وحققت مبيعات تقدر بـ100 مليون ألبوم في جميع أنحاء العالم، من بينها 57 مليونا في الولايات المتحدة وحدها.

## التاريخ

### البدايات (1981-1983)

شعار الفرقة

تشكّلت ميتاليكا في لوس أنجلوس (كاليفورنيا) في بدايات سنة 1981 بعد أن نشر لارس ألريك إعلاناً في جريدة «ذي رِسايكلر» يبحث فيه عن موسيقيّي ميتال. استجاب جيمس هيتفيلد وهيو تانّر من فرقة ليذر تشارم للإعلان. رغم أن ألريك لم يشكّل فرقة بعد، طلب من برايان سلاغل مؤسّس شركة ميتال بلايد للتسجيلات الموسيقية أن يسجل أغنية وينشرها ضمن ألبوم تجميعي بعنوان ميتال ماسّاكر. وافق سلاغل على الطلب وعيّن ألريك هيتفيلد كمغنٍّ وعازف غيتار إيقاعي.

اختار ألريك لفرقته اسم ميتاليكا الذي كان قد اقترحه صديقه رون كينتانا كاسم لمجلة معجبين. نُشِر إعلان ثان في جريدة ذي ريسايكلير للبحث عن عازف غيتار منفرد فاستجاب له دايف مستاين، وبعد رؤية معدّاته الباهضة تم ضمّه للفرقة.
في بدايات سنة 1982 سجّلت ميتاليكا أول أغنية أصلية لها بعنوان هِتْ ذا لايتس وأُدرِجت ضمن تجميع ميتال ماسّاكر 1 الذي صدر يوم 14 يونيو 1982 فأحدثت ضجّة بين هواة الميتال، وقدّمت الفرقة أول عرض حي لها يوم 14 مارس 1982 في راديو سيتي (كاليفورنيا) بصحبة عازف البايس غيتار المنضمّ حديثا رون ماكغوفني. سجّلت ميتاليكا أول ألبوم تجريبي لها في أبريل 1982 بعنوان باور ميتال، وضمّ 4 أغانٍ أصلية.
في خريف سنة 1982 حضر هيتفيلد وألريك عرضا في ملهىً ليلي تضمّن فرقةً تدعى تروما كان أحد أفرادها عازف غيتار بايس كليف بورتن، فأُعجبَا بعزفه وطلباَ منه الانضمام لميتاليكا. أراد هيتفيلد ومستاين إخراج ماكغوفني من الفريق لاعتقادهما أنه لا يقدّم أيّة إضافة. رغم أن بورتن رفض العرض في البداية، إلّا أنه وافق مع نهاية السنة شريطة أن تنتقل الفرقة إلى سان فرانسيسكو. قدّمت ميتاليكا أول عرض لها مع عضوها الجديد في ملهى «ذا ستون» في مارس 1983، كما كان أول تسجيل تضمّن بورتن الألبوم التجريبي ميغافورس الصادر في نفس السنة.

كانت ميتاليكا مستعدة لتسجيل ألبومها الأول، لكن شركة ميتال بلايد لم تكن قادرة على تحمّل التكاليف، فبدأت الفرقة بالبحث عن حلول أخرى. عرض متعهد الحفلات جوني زازولا الذي كان قد سمع ألبوم نو لايف تِل ليذر التجريبي، عرض التوسط بين ميتاليكا وإحدى شركات التسجيلات القائمة بنيو يورك لكن لم تُبدي أيّ منها اهتمامها، فاقترض زازولا المال لتغطية تكاليف التسجيل وأمضى عقداً للفرقة مع شركته الخاصة «ميغافورس ريكوردز».

قرّر أعضاء ميتاليكا طرد موستاين من الفريق نضراً لإفراطه في تعاطي المخدرات والكحول وطبعه العنيف، ووقع تعويضه في نفس اليوم بكيرك هاميت من فرقة إكسودس. كان أول عرض للفرقة مع عضوها الجديد يوم 16 أبريل 1983 في ملهى ليلي يدعى «ذا شوبلايس» في نيو جيرسي.
مستاين، الذي أسّس ميغاداث فيما بعد، أعرب عن كرهه لهاميت في عدّة مقابلات صحفية، قائلا أنه «سرق عمله»، وكان غاضباً بسبب اعتقاده أن كيرك هاميت نال شهرته بعزف بدايات الأغاني التي كتبها مستاين. كما ضمَّنَ في ألبوم ميغاديث الأول «كِلِنغ إز ماي بِزنِس.. أند بِزنِس إز غود» سنة 1985 أغنية «ميكانِكس» التي أدرجتها ميتاليكا تحت اسم «ذا فور هورسمان» في ألبوم كِل إم أول، وقال أنه فعل ذلك «ليعيد ميتاليكا إلى صوابها» حيث أنّ أعضاء ميتاليكا أشاروا إلى مستاين بكونه سِكِّيراً لا يستطيع العزف على الإيتار.

### «كِل إم أول» و«رايد ذي لايتنينغ» (1983 - 1984)
سنة 1983 سافرت ميتاليكا إلى مدينة روتشستر في نيويورك لتسجيل ألبومها الأول بعنوان ميتال أب يور آس، لكن نظرا لبعض الخلافات مع الشركة المنتجة ورفض الموزعين لإصدار ألبوم بهذا الاسم، تم تغييره كِل ام أول. تم الإصدار عن طريق شركة ميغافورس في الولايات التحدة وميوزِك فور نايشِنز في أوروبا. وصل الألبوم إلى المركز 120 في تصنيف بيلبورد 200، ورغم عدم تحقيقه نجاحا تجاريا إلا أنه أكسب ميتاليكا قاعدة معجبين متنامية في ساحة الميتال. انطلقت الفرقة في جولة «كِل ام أول فور وان» للترويج لإصدارها مع فرقة رافِن، وغنت مع فرقة «فينوم» ضمن جولة سِفِن دايتس أوف هِل سنة 1984 حيث حضر عرض مهرجان «أردشوك» في هولندا 7000 شخص.
سجّلت ميتاليكا ألبومها الثاني رايد ذي لايتنينغ في إستوديوهات «سويت سايلنس» في الدنمارك الذي صدر في أوت 1984 وحقق المركز 100 في تصنيف بيلبورد 200. طبعت إحدى الشركات الفرنسية غلاف الألبوم بالون الأخضر عن طريق الخطأ؛ تعتبر هذه النسخ النادرة اليوم ذات قيمة كبيرة. ذُكِر اسم دايف مستاين على الألبوم كأحد مؤلفي أغنيتَي رايد ذي لايتنينغ وذي كول أوف كتولو.
| #           | اغاني الالبوم                                                                                    |
| ----------- | ------------------------------------------------------------------------------------------------ |
| 1           | Fight Fire With The Fire                                                                         |
| 2           | Ride the lightning                                                                               |
| 3 4 5 6 7 8 | For Whom The Bell Tolls Fade To Black Trapped Under Ice Escape Creeping Death The call of Ktulul |

### «ماستر أوف بابتس» (1984 - 1986)
يتكون هذ الألبوم من سبع أغاني وأغنية (instrumental).يعتبر عشاق موسيقى الميتال بكل انواعها ان هذا الألبوم -وبالأخص الأغنية Master of puppets اللتي تميزت بداية فريدة من نوعهافي عالم الموسيقى-أنه من أفضل الألبومات في موسيقى الروك والميتال وعلى وجه الخصوص الثراش ميتال. كان هذا الألبوم هو آخر ألبوم شارك فيه كليف بورتن الذي توفي في نفس السنة في حادث سير أثناء جولاتهم في أوروبا للترويج للألبوم.أغنية Orion اظهرت مهارات كيلف بورتون في البيس وفي مقاطع العزف المنفرد الفريدة من نوعها اللتي تميز بها أسلوبه بالعزف. نال هذا الألبوم استحسان النقاد وبدأت شهرة ميتاليكا تتزايد وشعبيتها تزداد وقاعدة الجماهير أيضا
| # | قائمة أغاني الألبوم          |
| - | ---------------------------- |
| 1 | Battery                      |
| 2 | Master of Puppets            |
| 3 | The Thing That should not be |
| 4 | Welcome Home                 |
| 5 | Disposable heroes            |
| 6 | Leper Messiah                |
| 7 | Orion                        |
| 8 | Damage, Inc.                 |

### موت كليف بيرتون (1986)
في سنة 1986 مات عازف الباس كليف بيرتون بسبب حادث سير في باص

### «...أند جاستس فور أول» (1988 - 1990)
هذا الألبوم تميز بعمق وتعقيد الموسيقى وخرجت مواهب ميتاليكا كاملة في هذا الألبوم وطريقة الكتابة العميقة والمميزة وتميزت الأغنية One وأصبحت من أشهر وأفضل أغاني ميتاليكا التي كانت تتحدث عن جندي أصيب بانفجار لغم ولم يقدر على الحراك بعدها وكانت الأغنية تصف كيف كان يكلم الجندي نفسه وهو على سرير الموت يتعذب. هذا الألبوم كان أول ألبوم يشترك فيه عازف البيس جيتار جيسون نيوستيد

### ألبوم «ميتاليكا» أو «الألبوم الأسود» (1990 - 1993)
حقق هذا الألبوم لميتاليكا شهرة واسعة النطاق وحقق مبيعات تغلبت على الكثير من الفنانين وهذا الألبوم كان بداية تغيير ميتاليكا لأسلوب أهدأ من الأسلوب الذي بدأت به ميتاليكا.وأيضا حققت الأغنية Nothing Else matters نجاحا مبهرا وصنفت من أفضل أغاني الروك. انتقد الكثير هذا الألبوم بسبب تغيير أسلوب ميتاليكا إلى نمط أهدأ وأقل شراسة من الألبومات السابقة. بينما أحب الكثير هذا الألبوم لتميزه ومراعاته اذواق الجميع. ويحتفظ الألبوم بالحقيقة على أسلوب ميتاليكا القديم ولكن بطريقة أخرى.

### «لود»، «ريلود»، «غاراج إنك.» و«إس أند إم» (1994 - 1999)
قامت ميتاليك باصدار البوم Load في عام 1996[بحاجة لمصدر] واللذي اتضح انه يتشابه مع الالبوم السابق الالبوم الاسود، من الواضح ان الالبوم لم يرق لمعجبين ميتاليكا كان اقل شراسة واتضح ان الالبوم يحتوي على بعض التغيرات التي راقت لمعجبين الالبوم الاسود في حين انتقد البقية النظام الهادئ واتباع أغنية Mama said لنظام Country music والذي كان واضحا ان الفرقة بدات تغير توجهها

### خِلاف نابستر (2000 - 2001)
في عام 2000، اكتشفت Metallica أن عرضًا لأغنيتها "I Disappear"، والذي كان من المفترض إطلاقه بالاشتراك مع Mission: Impossible II soundtrack ، كان يستقبل البث الإذاعي. بعد تتبع مصدر التسرب، عثرت الفرقة على الملف على شبكة تبادل الملفات بين النظير والنظير، كما وجدت أن الكتالوج بأكمله متاحًا مجانًا.
بدأت إجراءات قانونية ضد نابستر. رفعت ميتاليكا دعوى قضائية في المحكمة الجزائية الأمريكية، مقاطعة كاليفورنيا الوسطى، زاعمة أن نابستر انتهك ثلاث مجالات من القانون: التعدي على حق المؤلف، والاستخدام غير القانوني لجهاز واجهة الصوت الرقمية، وقانون Racketeer Actosenced and Corrupt Organizations Act (RICO).

### رحيل نيوستد و«ساينت آنغر» (2001 - 2005)
في نوفمبر عام 2000 قامت الفرقة باخر عرض مع عازف الباس Jason Newsted حيث قال بنفسه«لقد علمت ان هذا اخر عرض لي لي مع ميتاليكا» يعود السبب لانه قال ان أعضاء الفرقة كانو يتاخرون في إصدار الاغاني ويهتمون بالمشاكل في حين ان نيوستد قال انه يريد إصدار البوم جديد، بعدما قررت الفرقة تاجيل الالبوم التالي قام نيوستد بتشكيل فرقة Echobrain غير ان هيتفيلد والريك كانا متخوفين من ان مشروعه سينهي ميتاليكا وكثرة المضايقات من الفرقة خصوصا الريك وهيتفيلد خصوصا ان البوم...اند جستس فور أول لم يكن يحتوي على تسجيل Jason فترك الفرقة في سنة 2001

## النمط الموسيقي ومواضيع الكلمات
متأثرتاً بأولى فرق الهيفي ميتال والهارد روك مثل بلاك سابث، ديب بربل، ولِد زبلِن وفرق موجة الهيفي ميتال البريطاني الجديدة مثل فينوم، موترهيد، دايمُند هاد، جوداس بريست وآيرن مايدِن، كانت إصدارات ميتاليكا الأولى تتميز بمقدمات إقاعية سريعة ومقطوعات موسيقية تصل مدّتها إلى 9 دقائق.
شملت مواضيع كلمات ألبوم ماستر أوف بابتس القيادات الدينية والعسكرية، الغضب، الجنون، الوحوش والمخدرات.

سنة 1991، ومع انضمام بوب روك كمنتج موسيقي للفرقة، بسّطت ميتاليكا موسيقاها منتَهِجتاً نَهجاً تجارياً لاستقطاب عدد أكبر من الجماهير، فتخلّت عن إقاعاتها السريعة والعنيفة ووسّعت نمطها الموسيقي. وقد أثبتت هذه التغييرات نجاعتها تجارياً، فكان ألبوم ميتاليكا أول ألبوم للفرقة يصل إلى المركز الأول لتصنيف Billboard 200. أبدت ميتاليكا في السنوات التالية تأثّرا بأنماط موسيقية بعيدة نوعاً ما عن الهيفي ميتال مثل الروك البديل، البلوز والهارد روك من خلال ألبومَيها لود ورِلود، مِمّا أثار حفيضة كثيرٍ من المعجبين، خاصة بعد تخلّي أعضاء الفرقة عن الشعر الطويل المميز لفّاني الميتال عامّةً. ركّزت كلمات الأغاني في هذه الفترة على مواضيع الغضب، الفقدان، الثواب والعقاب.

سجّل ألبوم ساينت آنغر أكبر تغيير موسيقي في تاريخ ميتاليكا، حيث قرّر عازف الطبول لارس ألريك التخلّي عزف الإيتار المنفرد واستعمال أصوات الآلات الموسيقية كما هيَ دون تعديلها أو تحسيبها. لاقت الفرقة انتقادات كثيرة، خاصّةً لاستعمالها نوتة سي مخفوضة وعزف ألريك على طبول ذات أوتار.
استُوحِيَت كلمات الأغاني من تجربة جيمس هيتفيلد داخل مركز إعادة التأهيل وتضمّنت إشارات إلى الشيطان، مكافحة المخدرات، رهاب الأماكن المغلقة، الهلاك الوشيك والنفاق الديني.

عملاً بنصيحة منتجها الموسيقي الجديد ريك روبِن، عادت ميتاليكا في ألبومها التاسع داث ماغنتيك إلى استخدام تعديل نوتة أي وإلى عزف الإيتار المنفرد، كما أضفت صِبغةً شرق أوسطيّة على موسيقاها.

## الأعضاء

### الأعضاء الحاليون
| جيمس هيتفيلد | - سنوات النشاط: 1981 حتى الآن - الآلات: غيتار إيقاعي، المغني الرئيسي - المساهمات: جميع أعمال ميتاليكا                                             |  |
| لارس ألريك   | - سنوات النشاط: 1981 حتى الآن - الآلات: درمز (طبول)، الآلات الإقاعية - المساهمات: جميع أعمال ميتاليكا                                             |  |
| كيرك هاميت   | - سنوات النشاط: 1983 حتى الآن - الآلات: غيتار منفرد - المساهمات: معضم أعمال ميتاليكا                                                              |  |
| روبرت تروهيو | - سنوات النشاط: 2003 حتى الآن - الآلات: غيتار بايس، مغني مساند - المساهمات: ألبوم داث ماغنَتيك (2008) عزف ألبوم ساينت آنغر (حي فقط من دون التسجيل) |  |

### الأعضاء السابقون
| جايسن نيوستد | - سنوات النشاط: 1986–2001 - الآلات:غيتار بايس، مغني مساند - المساهمات: جميع أعمال ميتاليكا منذ إصدار Garage Days Re-Revisited (1987) حتى إصدار أغنية I Disappear (2000)                   |  |
| كليف بيرتون  | - سنوات النشاط: 1982–1986 - الآلات: غيتار بايس، مغني مساند - المساهمات: Kill 'Em All (1983)، Ride the Lightning (1984) Master Of Puppets (1986)                                           |  |
| ديف ماستاين  | - سنوات النشاط: 1981–1983 - الآلات: غيتار منفرد، مغني مساند - المساهمات: بعض أعمال ميتاليكا                                                                                               |  |
| رون ماكغوفني | - سنوات النشاط: 1981–1982 - الآلات: غيتار بايس، مغني مساند - المساهمات: No Life 'til Leather (تجريبي) (1982)، Power Metal (تجريبي) (1982)، Ron McGovney's '82 Garage demo (تجريبي) (1982) |  |

## الأعمال الموسيقية

### ألبومات إستوديو
| السنة | الألبوم                                                                       | أعلى مراتب التصنيف | أعلى مراتب التصنيف | أعلى مراتب التصنيف | أعلى مراتب التصنيف |
| السنة | الألبوم                                                                       | الولايات المتحدة   | المملكة المتحدة    | اليابان            | أستراليا           |
| ----- | ----------------------------------------------------------------------------- | ------------------ | ------------------ | ------------------ | ------------------ |
| 1983  | Kill 'Em All - تاريخ الإصدار: 29 يوليو 1983 - شركة الإنتاج: ميغافورس          | 120                | -                  | 246                | 55                 |
| 1984  | Ride the Lightning - تاريخ الإصدار: 27 يوليو 1984 - شركة الإنتاج: ميغافورس    | 100                | 87                 | 240                | 38                 |
| 1986  | Master of Puppets - تاريخ الإصدار: 3 مارس 1986 - شركة الإنتاج: إليكترا        | 29                 | 41                 | 221                | 33                 |
| 1988  | And Justice for All... - تاريخ الإصدار: 25 أغسطس 1988 - شركة الإنتاج: إليكترا | 6                  | 4                  | 11                 | 16                 |
| 1991  | Metallica - تاريخ الإصدار: 12 أغسطس 1991 - شركة الإنتاج: إليكترا              | 1                  | 1                  | 3                  | 1                  |
| 1996  | Load - تاريخ الإصدار: 4 يونيو 1996 - شركة الإنتاج: إليكترا                    | 1                  | 1                  | 3                  | 1                  |
| 1997  | ReLoad - تاريخ الإصدار: 18 نوفمبر 1997 - شركة الإنتاج: إليكترا                | 1                  | 4                  | 11                 | 2                  |
| 2003  | St. Anger - تاريخ الإصدار: 5 يونيو 2003 - شركة الإنتاج: إليكترا               | 1                  | 3                  | 1                  | 1                  |
| 2008  | Death Magnetic - تاريخ الإصدار: 12 سبتمبر 2008 - شركة الإنتاج: وارنر برذرز    | 1                  | 1                  | 3                  | 1                  |

### ألبومات مباشرة
| السنة | الألبوم                                                                          | أعلى مراتب التصنيف | أعلى مراتب التصنيف | أعلى مراتب التصنيف | أعلى مراتب التصنيف |
| السنة | الألبوم                                                                          | الولايات المتحدة   | المملكة المتحدة    | ألمانيا            | أستراليا           |
| ----- | -------------------------------------------------------------------------------- | ------------------ | ------------------ | ------------------ | ------------------ |
| 1993  | Live Shit: Binge & Purge - تاريخ الإصدار: 23 نوفمبر 1993 - شركة الإنتاج: إليكترا | 26                 | -                  | 68                 | 18                 |
| 1999  | S&M - تاريخ الإصدار: 23 نوفمبر 1984 - شركة الإنتاج: إليكترا                      | 2                  | 33                 | 1                  | 1                  |

### ألبوماتCovers
| السنة | الألبوم                                                             | أعلى مراتب التصنيف | أعلى مراتب التصنيف | أعلى مراتب التصنيف | أعلى مراتب التصنيف |
| السنة | الألبوم                                                             | الولايات المتحدة   | المملكة المتحدة    | فرنسا              | أستراليا           |
| ----- | ------------------------------------------------------------------- | ------------------ | ------------------ | ------------------ | ------------------ |
| 1998  | .Garage Inc - تاريخ الإصدار: 24 نوفمبر 1998 - شركة الإنتاج: إليكترا | 2                  | 29                 | 9                  | 2                  |

### الأغاني المصورة
| السنة | الأغنية                    | إخراج                  |
| ----- | -------------------------- | ---------------------- |
| 1989  | "One"                      | بيل بوب، مايكل سالومون |
| 1991  | "Enter Sandman"            | واين إشام              |
| 1991  | "The Unforgiven"           | مات ماهورين            |
| 1992  | "Nothing Else Matters"     | آدم دابين              |
| 1992  | "Wherever I May Roam"      | واين إشام              |
| 1992  | "Sad but True"             | واين إشام              |
| 1996  | "Until It Sleeps"          | سامول باير             |
| 1996  | "Hero of the Day"          | أنطون كوربن            |
| 1996  | "Mama Said"                | أنطون كوربن            |
| 1997  | "King Nothing"             | مات ماهورين            |
| 1997  | "The Memory Remains"       | بول أندرسن             |
| 1998  | "The Unforgiven II"        | مات ماهورين            |
| 1998  | "Fuel"                     | واين إشام              |
| 1998  | "Turn the Page"            | جوناس أكرلاند          |
| 1999  | "Whiskey in the Jar"       | جوناس أكرلاند          |
| 1999  | "No Leaf Clover"           | آدم دابين              |
| 2000  | "I Disappear"              | آدم دابين              |
| 2003  | "St. Anger"                | ذي مالويز              |
| 2003  | "Frantic"                  | آدم دابين              |
| 2004  | "The Unnamed Feeling"      | ذي مالويز              |
| 2004  | "Some Kind of Monster"     | بروس سينوفسكي          |
| 2008  | "The Day That Never Comes" | توماس فينتربرغ         |
| 2008  | "All Nightmare Long"       | روبوشوبو               |
| 2009  | "Broken, Beat & Scarred"   | واين إشام              |

## الجوائز
رشحت ميتاليكا لـ53 جائزة وفازت بـ21 منها.
جوائز غرامي (Grammy Awards):
- سنة 1990: أفضل أداء ميتال - "One"
- سنة 1991: أفضل أداء ميتال - "Stone Cold Crazy"
- سنة 1992: أفضل أداء ميتال مع غناء - Metallica (الألبوم)
- سنة 1999: أفضل أداء ميتال - "Better Than You"
- سنة 2000: أفضل أداء هارد روك - "Whiskey in the Jar"
- سنة 2001: أفضل أداء روك موسيقي - "The Call of Ktulu" مع مايكل كامين وسيمفونية سان فرنسيسكو
- سنة 2004: أفضل أداء ميتال - "St. Anger"
- سنة 2009: أفضل أداء ميتال - "My Apocalypse"
- سنة 2009: أفضل غلاف - Death Magnetic

جوائز إم تي في الموسيقية (MTV Video Music Awards):
- سنة 1992: أفضل فيديو كليب ميتال - "Enter Sandman"
- سنة 1996: أفضل فيديو كليب ميتال - "Until it Sleeps"

الجوائر الأمريكية الموسيقية (American Music Awards):
- سنة 1996: أفضل فنان: هيفي ميتال \ هارد روك - Metallica
- سنة 1996: أفضل أغنية ميتال \ هارد روك - "Until it Sleeps"

جوائز بيلبورد الموسيقية (Billboard Music Awards):
- سنة 1997: فنان الروك أند رول للسنة - Metallica
- سنة 1999: كاتالوج فنان السنة - Metallica
- سنة 1999: كاتالوج ألبوم السنة - (Metallica (The Black Album

جوائز كيرّانغ (Kerrang! Awards):
- سنة 2003: أفضل فرقة عالمية
- سنة 2003: قاعة الشهرة
- سنة 2004: أفضل فرقة على الكوكب
- سنة 2008: الفائز بجائزة الإلهام

جوائز جونو (Juno Awards):
- سنة 2005: جائزة منتج السنة - "Some Kind of Monster"

## وصلات خارجية
- ميتاليكا على موقع IMDb (الإنجليزية)
- ميتاليكا على موقع الموسوعة البريطانية (الإنجليزية)
- ميتاليكا على موقع ميوزك برينز (الإنجليزية)
- ميتاليكا على موقع رولينغ ستون (الإنجليزية)
- ميتاليكا على موقع أول ميوزيك (الإنجليزية)
- ميتاليكا على موقع ديسكوغز (الإنجليزية)
- الموقع الرسمي
- ميتاليكا التسجيلات من ديسكاغز.كوم